# Heinrich Ries

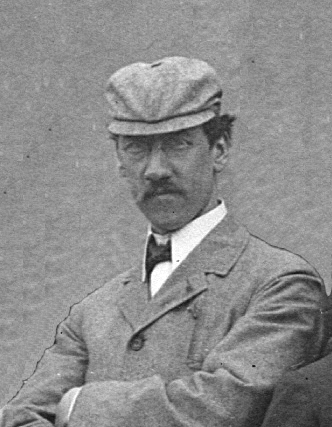
Heinrich Ries

Heinrich Ries (*  3. April 1871 in Brooklyn, New York City; † 11. April 1951 in Ithaca, New York) war ein US-amerikanischer Geologe. Er hat sich auch kurz der Botanik gewidmet, sein Autorenkürzel lautet hier Ries.

## Leben
Ries, Sohn eines Einwanderers aus Württemberg, ging teilweise in Stuttgart zur Schule, studierte an der Columbia University (School of Mines), an der er 1897 seinen Master-Abschluss erhielt und 1899 promoviert wurde, und war anschließend ein Jahr an der Universität Berlin (bei Witt) und am Polytechnikum, wobei er auch Tonlagerstätten in Europa besuchte. Noch als Student arbeitete er unter James Hall für den Geological Survey von New York über Tone. 1898 wurde er Instructor, 1902 Assistant Professor und 1906 Professor an der Cornell University. Von 1914 bis 1937 stand er der Geologie-Fakultät vor. 1939 ging er in den Ruhestand.
Er befasste sich mit Wirtschaftsgeologie, Ingenieurgeologie und insbesondere mit Ton-Vorkommen in den USA und mit Sanden für Sandform- und Sandgussverfahren, für die er in den 1920er Jahren an der Cornell University ein Labor einrichtete. Sein Buch über Wirtschaftsgeologie (Economic Geology) erlebte 1905 bis 1937 7 Auflagen. Als Experte für Tone war er an verschiedenen State Geological Surveys in den USA beteiligt (Michigan, Maryland, New Jersey, Texas, Wisconsin, Virginia, Kentucky, North Carolina und gleich am Anfang seiner Karriere für New York) und arbeitete für den US Geological Survey (ab 1918 als Staatsgeologe) und den Canadian Geological Survey. 
1929 war er Präsident der Geological Society of America. Er war 35 Jahre lang Associate Editor der Zeitschrift Economic Geology. Er war Ehrenmitglied der American Ceramic Society und der American Foundrymen´s Association.

## Schriften
- Clay Deposits and Clay Industry in North Carolina: A Preliminary Report, North Carolina Geological Survey, Bulletin Nr. 13, 1897, Archive
- Clays and Shales of Michigan: Their Properties and Uses, Geological Survey of Michigan, Band 8, Teil 1, Lansing 1900, Archive
- Economic geology of the United States, Macmillan 1905, Archive
- Clays: Their Occurrence, Properties, and Uses, with Especial Reference to Those of the United States, Wiley 1908, Archive
- mit Henry Leighton: History of the clay-working industry in the United States, Wiley 1909, Archive
- Building Stones and Clay Products. A Handbook for Architects, Wiley 1912, Archive
- mit Thomas L. Watson: Engineering Geology, Wiley, Chapman and Hall 1915, Archive